# プリモス・ブレゼッチ
プリモズ・ブレゼッチ（Primoz Brezec、1979年10月2日 - ）はスロベニアの元バスケットボール選手。現在はクリーブランド・キャバリアーズのスカウトを務めている。ユーゴスラビア連邦スロベニアポストイナ出身。ポジションはセンター。身長216cm、体重114.3kg。

## 経歴

### スロベニア時代
ポストイナで生まれ育ったブレシェックは地元チームKraski Zidarで活躍した。また高校時代はリーグのスター選手として知られた。卒業後の1998年から、スロベニアプロリーグのKK Union Olimpijaに在籍。2001年にNBA入りするまで所属した。

### NBA
2000年のNBAドラフトにおいて、インディアナ・ペイサーズに全体27位指名を受けた。翌年の2001年にNBAでのキャリアをスタートさせた。ペイサーズでの3シーズンは主に控えでの出場。また満足な出場時間を得られることができず、3シーズンでわずか62試合の出場に留まっている。
2004年、シャーロット・ボブキャッツの誕生によりエクスパンション・ドラフトが実施された。ブレシェックはペイサーズにプロテクト(保有)してもらえることができず、その後ボブキャッツに指名を受けて移籍が決まった。2004-2005シーズンは出場した72試合全てで先発出場を果たした。チームは初年度というだけあり苦戦を強いられたが、ブレシェックの個人成績は上昇。平均13.0得点、平均7.4リバウンドを記録した。2005-06シーズンも79試合全て先発出場だった。平均出場時間が減ったことなどから、成績も微減したが(平均ターンオーバー数も微減)、今やチームにとって欠かせないインサイドプレイヤーに成長している。
2006年に日本で開催されたバスケットボール世界選手権ではスロベニア代表として出場した。決勝トーナメント1回戦でトルコに敗れたが、ブレシェックは大会通算で平均11.8得点、平均6.5リバウンドの好成績を記録した。しかしNBAの2006-07シーズンは世界選手権の疲労の影響か、満足な出場時間が得られなかったり欠場が目立ち、スタッツは前のシーズンを大きく下回った。

### 引退後
2010年以降はユーロリーグに復帰し、2017年9月1日に現役引退を表明、クリーブランド・キャバリアーズの国際部スカウトに就任したことが発表された。

## プレイスタイル
216cmという長身ながら、ヨーロッパ人選手特有の「ミドルシュートも打てる」タイプ。3Pラインの内側なら、どの場所からもシュートの選択ができる。フリースローもキャリア通算7割以上を誇っている。ディフェンス面においてはボブキャッツ初年度こそ平均7.4リバウンドを記録したが、翌年は調子の波が激しく成績が下降。長身に似合わずブロックショットは得意にしていない。